# Classe ATC L03
La classe ATC L03, dénommée « Immunostimulants », est un sous-groupe thérapeutique de la classification anatomique, thérapeutique et chimique, développée par l'OMS pour classer les médicaments et autres produits médicaux. La classe ATC vétérinaire correspondante dans la classification ATCvet est QL03. Le sous-groupe présenté ici est celui établi par l'OMS, et peut donc différer des versions dérivées utilisées dans certains pays. Il fait partie du groupe anatomique L de la classification, intitulé « Antinéoplasiques et agents immunomodulants ».

## L03A Immunostimulants

### L03AA Facteurs de croissance
L03AA02 Filgrastim
L03AA03 Molgramostim
L03AA09 Sargramostim
L03AA10 Lénograstim
L03AA12 Ancestim
L03AA13 Pegfilgrastim
L03AA14 Lipegfilgrastim
L03AA15 Balugrastim
L03AA16 Empegfilgrastim
L03AA17 Pegteograstim
« QL03AA90 » Pegbovigrastim

### L03AB Interférons
L03AB01 Interféron alfa naturel
L03AB02 Interféron bêta naturel
L03AB03 Interféron gamma
L03AB04 Interféron alfa-2a
L03AB05 Interféron alfa-2b (en)
L03AB06 Interféron alfa-n1
L03AB07 Interféron bêta-1a
L03AB08 Interféron bêta-1b (en)
L03AB09 Interféron alfacon-1 (en)
L03AB10 Peginterféron alfa-2b
L03AB11 Peginterféron alfa-2a
L03AB12 Albinterféron alfa-2b (en)
L03AB13 Peginterféron bêta-1a
L03AB14 Cepeginterféron alfa-2b
L03AB15 Ropeginterféron alfa-2b
L03AB60 Peginterféron alfa-2b, associations
L03AB61 Peginterféron alfa-2a, associations
« QL03AB90 » Interféron oméga recombinant d'origine féline

### L03AC Interleukines
L03AC01 Aldesleukine
L03AC02 Oprelvekin

### L03AX Autres immunostimulants
L03AX01 Lentinane
L03AX02 Roquinimex (en)
L03AX03 Vaccin BCG
L03AX04 Pégadémase
L03AX05 Pidotimod (en)
L03AX07 Poly I:C (Acide polyinosinique-polycytidylique)
L03AX08 Poly ICLC (en)
L03AX09 Thymopentine (en)
L03AX10 Immunocyanine
L03AX11 Tasonermine
L03AX12 Vaccin mélanome
L03AX13 Glatiramère acétate (en)
L03AX14 Histamine dichlorhydrate (en)
L03AX15 Mifamurtide (en)
L03AX16 Plerixafor
L03AX17 Sipuleucel-T
L03AX18 Cridanimod
L03AX19 Dasiprotimut-T (en)
« QL03AX90 » Virus canarypox recombinant exprimant l’interleukine-2 féline